# ラッコニージ
ラッコニージ（伊: Racconigi, 正式名 Comune di Racconigi）は、イタリア共和国ピエモンテ州クーネオ県にある基礎自治体（コムーネ）。

## 地理

### 位置・広がり
鉄道で、トリノから南に40km、クーネオから北へ50kmの位置。
| 隣接するコムーネは以下の通り。括弧内のTOはトリノ県所属を示す。 - カラマーニャ・ピエモンテ - カルマニョーラ (TO) - カザルグラッソ - カヴァッレルレオーネ - カヴァッレルマッジョーレ - ロンブリアスコ (TO) - ムレッロ - ポロンゲーラ - ソンマリーヴァ・デル・ボスコ |

#### 地震分類
イタリアの地震リスク階級 (it) では、3 に分類される
。

## 歴史
ラッコニージの町は中世時代に誕生している。当初はサルッツォ侯国に属していた。その後領有権は、アカイア公、サヴォイア家（イタリア王家）へ移っていった。

## 行政

### 分離集落
ラッコニージには、以下の分離集落（フラツィオーネ）がある。
- Berroni, Canapile, Migliabruna, Oia, Parruccia, San Lorenzo, Tagliata

## ラッコニージ城

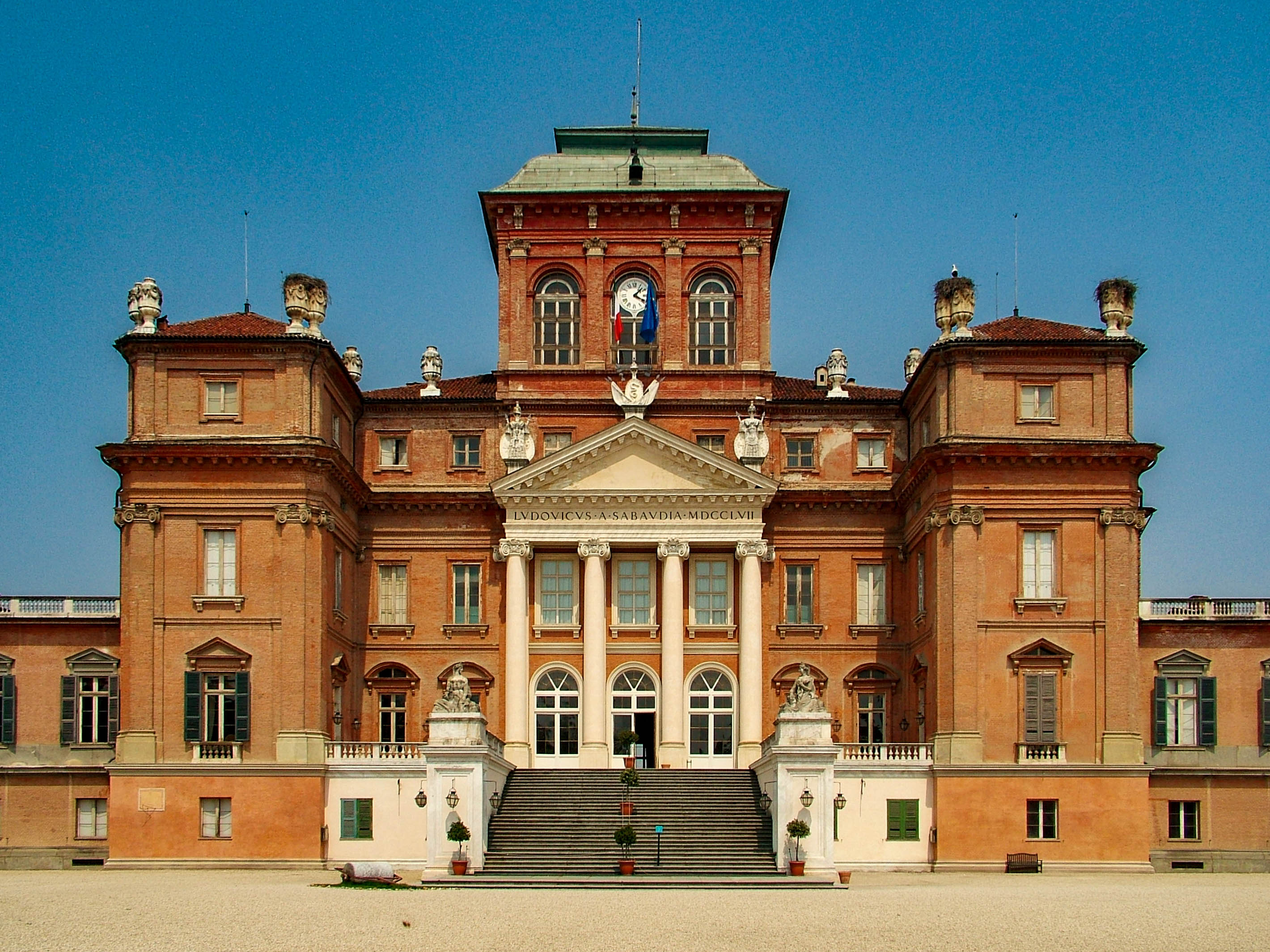
ラッコニージ城

ラッコニージには、10世紀頃からあった旧城をもとに、1570年にサヴォイア家のために建造されたラッコニージ城（Castello Reale di Racconigi）がある。このラッコニージ城は、1901年にはイタリア王の夏の王宮となり、1997年にはサヴォイア王家の王宮群の一つとして世界遺産に登録されている。
ラッコニージ城の北面には、1755年にヴェルサイユ宮殿の庭園も手がけたフランスの造園家アンドレ・ル・ノートルにより設計された大庭園がある。この庭園は1835年にも拡張され、現在に至っている。

## 経済
ラッコニージの主要産業は、農業、牛乳や牛肉の生産、そして板金工業である。

## 姉妹都市
- ボンヌヴィル、フランス 1990年
- カスカイス、ポルトガル 2003年